# Puya (álbum)
Puya es el álbum debut de la banda puertorriqueña de metal progresivo del mismo nombre, lanzado en 1995 por el Pomano Playa, Florida discográfica independiente Noiz Boiz.

## Antecedentes
En 1991 en Puerto Rico Puya se formó como una banda de rock progresivo bajo el nombre Whisker Biscuit. Al mudarse a Florida, la banda cambió su nombre a Puya, debido a un popular tipo de café.
El álbum homónimo de la banda fue lanzado en 1995 por Noiz Boiz Récords. La formación de la banda para este álbum consistía en el guitarrista Ramon Ortiz y el bajista Harold Hopkins Miranda. Luego del lanzamiento del álbum, Sergio Curbelo se convirtió en el cantante principal de la banda en 1996.

## Recepción
El álbum recibió críticas favorables de Billboard qué describió a la banda como "impredeciblemente atractiva", y a la canción "Bembele" como que contiene "saltos asombrosos de percolación desde rock Afro-Caribeño al crujido de thrash hasta el sincopado blues-rock abrochado"

## Listado de canciones
| Original |                     |          |  |
| N.º      | Título              | Duración |  |
| 1.       | «"Bembele"»         | 3:44     |  |
| 2.       | «"Aguaje"»          | 1:54     |  |
| 3.       | «"Down"»            | 2:45     |  |
| 4.       | «"Siguelo Pa Lla"»  | 2:47     |  |
| 5.       | «"Union"»           | 3:04     |  |
| 6.       | «"F.y.f.a."»        | 1:41     |  |
| 7.       | «"No Te Rajes"»     | 2:43     |  |
| 8.       | «"Chisme"»          | 3:06     |  |
| 9.       | «"Deficiente"»      | 3:01     |  |
| 10.      | «"Contamination"»   | 2:35     |  |
| 11.      | «"Quien Sufre Mas"» | 3:14     |  |
| 12.      | «"Paco"»            | 4:24     |  |
| 13.      | «"Puya"»            | 2:57     |  |
| 37:55    |                     |          |  |

## Créditos
Puya
- Ramon Ortiz – Guitarra, cuatro
- Harold Hopkins Miranda – Bajo, Voz

Músicos adicionales
- Sergio Curbelo - Voz, cabasa
- Eguie Castrillo - Percusión
- Jeff Watkins - Saxofón
- Mike Listo - Saxofón
- Tyrone Jefferson - Trombón
- Todd Owens - Trompeta en la pista 2
- Jeff Renza - Productor